# جوناثان فيليبس (لاعب هوكي جليد)
جوناثان فيليبس (بالإنجليزية: Jonathan Phillips)‏ هو لاعب هوكي جليد بريطاني، ولد في 14 يوليو 1982 في كارديف في المملكة المتحدة.

## وصلات خارجية
- جوناثان فيليبس على موقع EliteProspects.com (الإنجليزية)
- جوناثان فيليبس على موقع Eurohockey.com (الإنجليزية)
- جوناثان فيليبس على موقع HockeyDB.com (الإنجليزية)